# Yad Ben-Zvi
Cet article possède un paronyme, voir Ziv.
Yad Ben-Zvi ou Yad Yitzhak Ben-Zvi (en alphabet hébreu : יד יצחק בן-צבי), c'est-à-dire institut Yitzhak Ben-Zvi,  est une institution d'État israélienne située à Jérusalem dans le quartier de Réhavia, qui s'occupe depuis sa fondation en 1947 de la recherche et de l'étude de l'histoire de la Terre d'Israël et de Jérusalem, de la conservation du patrimoine historique du pays et contribue au développement de la connaissance au sujet des communautés juives vivant ou ayant vécu dans des pays musulmans. 
Il porte le nom du deuxième président de l'État d'Israël, Yitzhak Ben-Zvi (1884-1963). 

## Localisation et description
L'institut se trouve dans la demeure qu'occupaient Yitzhak Ben-Zvi et son épouse Rachel, dans le jardin Kouzari au 12 rue Abrabanel, construite dans le cadre du projet d'aménagement urbain du quartier de Réhavia, réalisé par l'architecte Richard Kaufmann.
Dans la maison du président Yitzhak Ben-Zvi (anciennement Beit Valero), se trouvent les bureaux administratifs de l'Institut et les instituts de recherche.
La bibliothèque, la librairie et la maison d'édition se situent sur le terrain de la Maison des Pionniers (he) et proposent des livres variés et des périodiques sur l'histoire du peuple juif et de la terre d'Israël. La "Maison des pionniers" a été achetée par Yad Ben Zvi et comprend, depuis 2011, l'École d'études juives Chaim Kowarsky.
Dans la cour de l'institution se trouve la baraque construite après l'élection de Ben Zvi en souvenir de la baraque d'origine où s'était installée sa famille. En effet, après l'élection de Ben-Zvi, le couple présidentiel refusa de quitter son domicile pour se rendre dans une résidence prestigieuse et représentative. Par conséquent, le gouvernement d'Israël acheta la résidence du président de la main de la famille Valéro. La baraque d'origine a été transférée au kibboutz Beit Keshet en 1950, et fonctionna en tant que Centre pour jeunes à la mémoire du fils de Ben-Zvi, mort durant la Guerre d'Indépendance. La nouvelle baraque qui fut construite, a été le lieu de réunions et de conférences pendant son mandat de président. 

## Historique de l'institut
Le premier fondateur et directeur de Yad Ben-Zvi était Yehuda Ben-Porat (1913-2009). Le docteur Zvi Zameret dirigea l'institution jusqu'en février 2010. Ensuite, Yaakov Yaniv fut nommé à la tête de l'institut.
Yad Yitzhak Ben-Zvi a été fondé en tant que société publique le 19 février 1964. Dès sa création, l'institution fut dirigée par un conseil public, un conseil d'administration, un conseil scientifique, un conseil d'éducation culturelle et du personnel administratif. Parmi les membres de l'institut se trouvent des représentants du gouvernement, de la Knesset, de la municipalité de Jérusalem, de l'université hébraïque et des fonctionnaires.

## Objectifs statutaires
Les objectifs fixés dans la charte votée le 9 juillet 1969 sont :
"(1) Approfondir la conscience de la continuité de la communauté juive en Terre d'Israël et favoriser l'étude de l'histoire du Yishouv.
(2) Promouvoir l'étude de Jérusalem.
(3) Promouvoir l'étude de l'histoire des communautés juives en Orient.
(4) Refléter la personnalité d'Yitzhak Ben-Zvi en tant que président de l'État et ses activités dans le mouvement sioniste, le mouvement ouvrier, le Yishouv et l'État "

## Les instituts de recherche
Yad Ben-Zvi a plusieurs instituts de recherche, notamment l'Institut d'étude de la Terre d'Israël, l'Institut Ben-Zvi pour l'étude des communautés juives de l'Est (he), la Société d'étude de la culture arabo-juive, la Société d'étude de la communauté juive sépharade (he) ainsi qu'un centre d'archives.

### L'Institut d'étude de la Terre d'Israël
L'Institut d'étude de la Terre d'Israël s'occupe du développement de la recherche sur la Terre d'Israël et Jérusalem et étudie les populations y ayant résidé dans toutes les périodes de l'Histoire. Le centre traite également l'histoire d'Yitzhak Ben-Zvi, de son travail dans la communauté et le pays, de son action au sein du mouvement ouvrier en Israël, du mouvement sioniste et en tant que président du pays. L'Institut poursuit également les recherches d'Yitzhak Ben-Zvi sur la littérature juive antique, sur l'histoire des Juifs à Jérusalem au cours de la période ottomane, sur la société civile durant la guerre d'Indépendance, etc.
L'institut travaille en partenariat avec des universités et institutions à travers le pays, organise des conférences et des séminaires et publie des livres et des périodiques tels que Cathedra et Etmol (he).
L'institut est dirigé par le professeur Alon Kadish et son adjoint, le Dr Amnon Ramon.

### L'institut Ben-Zvi pour l'étude des communautés juives d'Orient
L'Institut Ben-Zvi pour l'étude des communautés juives en Orient a été créé le 30 novembre 1947, à l'initiative de Yitzhak Ben-Zvi, qui a défini l'objectif de l'Institut comme suit:
"L'étude des communautés juives inclut l'histoire de la vie spirituelle et du quotidien de toutes les tribus d'Israël, partout où elles ont vécu. Les sages des communautés orientales ont, au cours des générations précédentes, occupé une part considérable de la culture et de la littérature juives et leurs nombreux écrits se sont répandus dans les communautés européennes. Les travaux de ces Sages d'Israël, pleinement impliqués dans leurs communautés orientales, sont souvent des textes halakhiques et des livres de philosophie et d'éthique d'une grande richesse étudiés jusqu'à aujourd'hui par les Grands d'Israël. Les poètes orientaux tels que les poètes de Turquie et du Maroc, dont les chants et poèmes sont maintenant révélés, ont une grande valeur poétique et historique... Afin d'étudier les communautés juives d'Orient, cet institut a été créé."
Peu après la fondation de Yad Yitzhak Ben-Zvi, l'Institut Ben-Zvi y a été rattaché. Depuis 1973, il est administré en coopération avec l'Université hébraïque de Jérusalem.
Les sujets de recherche de l'Institut comprennent : la vie spirituelle, sociale et économique, le statut politique, l'histoire, la littérature et la culture matérielle des communautés juives d'Orient, y compris les langues parlées dans ses régions. Le terme « communautés juives d'Orient » inclus pratiquement toutes les communautés non Ashkenazes telles que : « romaniotes », « moustarabim », « espagnol », la communauté juive italienne, les Juifs d'Afrique du Nord et d'Égypte, les Juifs de Babylone, les Juifs yéménites, la communauté juive persane, les Juifs de Boukhara et du Caucase, le judaïsme d'Inde, les communautés juives d'Asie du Sud-Est et toutes celles comprises dans la définition moderne de "Oriental".
Ainsi, les activités de l'Institut comprennent le Centre de documentation du Judaïsme d'Afrique du Nord pendant la Seconde Guerre mondiale, un projet sur les communautés juives d'Orient durant les XIXe et XXe siècles, l'Annuaire de recherche Friedberg « Ginzei Qedem» (he), outil d'archivage et de recherche, le Centre de recherche sur la communauté juive yéménite et sa culture en mémoire d'Abdias Ben-Shalom, le Centre de recherche sur les Juifs de Boukhara et d'autres projets. 
L'Institut publie au cours de l'année différents ouvrages :
- "Pe'amim", un journal trimestriel sur l'étude des communautés juives de l'Est,
- "Sefunot, un livre annuel sur les communautés juives d'Orient"
- et "Ginzei Kedem", une publication annuelle sur des textes et études réalisés sur des fragments de Guéniza.

Le premier directeur de l'institut était le secrétaire scientifique d'Yitzhak Ben-Zvi, Meir Benayahu. 
L'actuel directeur de l'Institut Ben-Zvi est le professeur Eyal Ginio, son adjoint est le docteur Yoel Marciano et le président du comité académique est le professeur Moshe Idel.
En 1985, l'Institut Ben-Zvi a remporté le prix israélien de littérature juive orientale pour sa contribution plurielle à l'étude de l'histoire et de la culture des juifs d'Espagne et d'Orient.

### La Société d'étude de la culture arabo-juive au Moyen Âge
La Société pour l'étude de la culture arabo-juive se consacre à l'étude de l'histoire et de la culture des Juifs arabophones au Moyen Âge.
La Société a été fondée à Chicago en 1984. Son siège est à l'Institut Ben-Zvi et elle comprend plusieurs projets de recherche axés sur la littérature et les documents judéo-arabes, notamment la préparation d'éditions critiques de textes judéo-arabes, la publication de catalogues détaillés de documents judéo-arabes des collections Firkovitch et le catalogage de textes de Genizah pour le projet Friedberg.
Active sur quatre continents, la Société compte des centaines de membres qui publient articles et livre pour l'avancement de la recherche sur le sujet.

### La Société d'étude de la communauté juive sépharade
La Société d'étude de la communauté juive sépharade a été créée en 2009.
La définition de Sépharad pour la société est large puisqu'elle suit le sens originel du terme, c'est-à-dire toute la péninsule Ibérique, composée de l'Espagne et du Portugal d'aujourd'hui.
La Société regroupe des chercheurs du monde entier dont les intérêts de recherche se concentrent sur l'histoire et la culture des juifs séfarades et de leurs descendants à l'Est et à l'Ouest, dans tous les domaines et disciplines, incluant l'histoire, la philosophie, le mysticisme, la littérature, les langues, l'art, la musique, le folklore, l'éducation, l'archéologie, la liturgie, la halakhah, les études bibliques et talmudiques etc. 
L'objectif de la Société est de promouvoir et coordonner la recherche, organiser des conférences et des ateliers, offrir de l'information sur la recherche, publications et activités académiques dans le domaine des études sépharades.
La Société se divise en cinq domaines d'étude :
1. Les juifs sépharades de l'époque médiévale
2. La diaspora séfarade orientale 
3. La diaspora sépharade nord-africaine
4. La diaspora sépharade occidentale
5. Les juifs et l'Espagne moderne.
La société est affiliée à l'Institut Ben-Zvi pour l'étude des communautés juives sépharades nord-africaines (he).

### Les Archives de l'institut Ben-Zvi
Les collections de l'Institut Ben Zvi sont conservées à la bibliothèque de Yad Ben Zvi, et incluent une variété de manuscrits anciens, de livres et de journaux rares de différentes époques et communautés juives, dont certaines sont éteintes, écrits en langues juives uniques, telles que : le ladino, le judéo-arabe, le boukhara, l'amharique, le judéo-persan, le malayalam, le krimtz'akit. 
On y trouve également des dizaines de milliers de documents de différentes communautés: documents publics, lettres, collections commerciales et documents rares provenant de divers pays de l'Est.
Le manuscrit le plus important de l'Institut Ben-Zvi est le Codex d'Alep, que les érudits bibliques considèrent être la version la plus précise de la Bible.
Il a été transféré au Musée d'Israël en raison des conditions strictes d'entretien. 
L'histoire du manuscrit et son parcours jusqu'à l'Institut Ben-Zvi a été raconté dans le livre Le Codex d'Alep de Matty Friedman.

## Activités éducatives et culturelles
- Le département de formation du Centre d'études sur la Terre d'Israël organise des cours, des conférences et des visites, des journées d'étude et des activités dans tout Israël.
- Le Centre Rachel Yanait Ben Zvi situé dans le quartier juif de la vieille ville de Jérusalem organisait des visites guidées de groupes de jeunes, d'adultes, d'enseignants et de nouveaux immigrants. Ce centre a été fermé et l'École d'études juives Chaim Kowarsky a repris cette fonction.
- Ariel, le Centre d'Histoire de Jérusalem pendant la période du Premier Temple, assure la transmission de connaissances sur la Jérusalem antique et possède une reconstitution de la ville de Jérusalem à l'époque du Premier Temple.
- La grande bibliothèque publique de Yad Ben Zvi contient des dizaines de milliers de livres, y compris des livres rares et anciens, ainsi qu'une sélection de périodiques de l'histoire du peuple juif et de la terre d'Israël.

## Bourses d'études et prix pour l'encouragement de la recherche
L'institut octroie des bourses d'études à des chercheurs sur leurs projets et décerne des prix pour les ouvrages publiés. 
Liste des bourses d'études
- La bourse de recherche Rachel Yanait Ben-Zvi
- La bourse postdoctorale sur l'étude de l'histoire et du retour sur la Terre d'Israël
- La bourse d'études dans le domaine de la communauté juive de Bukharan

Liste des prix décernés :
- Le prix Yitzhak Ben-Zvi sur l'histoire d'Israël
- Le prix Mordechai Ish Shalom
- Le prix pour "La recherche sur l'installation antique et moderne sur la terre d'Israël"
- Le prix pour la recherche sur "Les Samaritains, leur histoire, leur religion et leur littérature"
- Le prix sur "L'étude des communautés juives et de leur avenir, de leur histoire et de leur vie"
- Le prix pour la recherche sur "L'histoire du mouvement travailliste juif en Palestine"